# Ernst Kjellberg (företagare)
Ernst Anders Kjellberg, född 19 maj 1856 i Göteborg, död där 19 februari 1935, var en svensk bruksägare och donator. 
Ernst Kjellberg var son till Carl Kjellberg. Efter mogenhetsexamen i Göteborg 1873 inledde han juridiska studier vid Uppsala universitet men avbröt dem på grund av ohälsa. Efter teoretisk och praktisk jordbruksutbildning arrenderade han Björkborns herrgård, en av släktbolaget Bofors egendomar, där han bland annat under en följd av år genomförde det dittills största täckdikningsföretaget i Örebro län. Längre fram verksam på andra släktdomäner, Rämen och Kalåsen, och däremellan bosatt i Stockholm, Uppsala och Göteborg, åtog sig Kjellberg en post som ständig kassarevisor inom släktföretaget Bofors med underlydande verk. Kjellberg anges ha varit en utpräglad affärsbegåvning, och samtidig varmt religiös och kom att ansluta sig till den mellansvenska väckelserörelsen. I den Waldenströmska striden om försoningen kom han dock att inta statskyrkans uppfattning och kom tidigt att influeras av J.A. Eklund. I samband med ungkyrkorörelsens genombrott av Kjellberg donationer på sammanlagt 350 000 kronor till den av honom 195 grundade stiftelsen För Sverige och kristen tro. Även Sigtunastiftelsen erhöll betydande donationer från Kjellberg. Han var medlem av kyrko- och skolråd i Karlskoga och Göteborg samt lekmannaombud vid fyra kyrkomöten.